# Rafael Miguel
Rafael Henrique Miguel (São Paulo, 9 de julho de 1996 — São Paulo, 9 de junho de 2019) foi um ator e professor brasileiro.

## Carreira
Iniciou sua carreira fazendo publicidade na infância, tornando-se conhecido pelo comercial do suplemento nutricional Sustagen, como a criança que escandalizava no supermercado para a mãe comprar brócolis. Em 2006 estreou como ator na minissérie JK, interpretando Antenor na primeira fase e, no mesmo ano, integrou o elenco da telenovela Cristal como Bentinho. De 2006 a 2007 interpretou Percival, filho de Vanessa (Flávia Alessandra) e Arthur (Murilo Benício) em Pé na Jaca. Em 2009 interpretou Juca em Cama de Gato, filho de Taís (Heloisa Périssé) e Bené (Marcello Novaes), e que era mais maduro que os pais ao intervir nas brigas deles. De 2013 a 2015 interpretou Paçoca na telenovela Chiquititas.

## Morte
Em 9 de junho de 2019, Rafael e seus pais, João Alcisio Miguel, de 52 anos, e Miriam Selma Miguel, de 50 anos, foram assassinados a tiros por Paulo Cupertino Matias, pai de sua namorada, quando chegavam à casa da garota para conversar sobre o relacionamento dos jovens. Cupertino fugiu depois de cometer o crime. Os três foram velados e sepultados no Cemitério do Campo Grande, na zona sul de São Paulo, no dia 10 de junho de 2019. Em nota oficial, o SBT se pronunciou sobre o caso, com uma mensagem aos familiares e amigos do ator. Segundo a Promotoria, a motivação do crime foi o namoro da filha do acusado que não era aceita pelo próprio pai, Cupertino.
Em 16 de maio de 2022, Paulo Cupertino foi preso em São Paulo, depois de quase três anos foragido. Segundo o Instituto São Paulo Contra a Violência, ele passou por 25 cidades do estado de São Paulo, por oito municípios de sete estados do Brasil e pela cidade argentina de Puerto Iguazú, na tríplice fronteira com Brasil e Paraguai nos dois primeiros anos de fuga. Durante a fuga, Paulo Cupertino conseguiu emitir documento falso para viver por oito meses com o nome falso de "Manoel Machado da Silva", mas era conhecido como "Seu Manoel", em um sítio, no município de Eldorado, em Mato Grosso do Sul, uma das cidades passadas por ele.
Em 10 de outubro de 2024, o primeiro julgamento de Paulo Cupertino e dos amigos dele começou no plenário do Fórum Criminal da Barra Funda, Zona Oeste de São Paulo. Vanessa Tibcherani, a ex-esposa de Cupertino, foi a primeira das 15 testemunhas a ser ouvida no julgamento. Em seguida, Isabela Tibcherani foi ouvida ao pedir sem a presença do pai. Dois amigos de Cupertino, acusados de ajudar o empresário a fugir e se esconder depois do crime, também foram julgados. No início da noite do mesmo dia, a Justiça de São Paulo anulou o julgamento após o réu destituir o seu advogado de defesa.
Em 29 de maio de 2025, o segundo julgamento de Paulo Cupertino e dos amigos dele começou com a duração de dois dias no plenário do Fórum Criminal da Barra Funda, Zona Oeste de São Paulo. No mesmo dia, foram ouvidas sete testemunhas, incluindo Isabela Tibcherani, a filha do acusado, foi a primeira a ser ouvida no julgamento. Durante o julgamento, Paulo Cupertino negou ter cometido o crime. No mesmo dia, Wanderley Antunes e Eduardo Machado, acusados de ajudar o empresário a fugir e se esconder após o crime, foram interrogados no processo e absolvidos. No segundo e último dia do julgamento, as advogadas de Cupertino disseram ainda que o acusado fugiu por medo de linchamento midiático e circulou por dez estados e dois países. No fim do julgamento, Paulo Cupertino foi condenado a 98 anos de reclusão em regime fechado por matar a tiros o ator Rafael Miguel e os pais dele.

## Filmografia

### Televisão
| Ano     | Título                      | Personagem                  | Notas                                        |
| ------- | --------------------------- | --------------------------- | -------------------------------------------- |
| 2005    | Senta Que Lá Vem Comédia    | Menino                      | Episódio: " E agora Cacilda"                 |
| 2006    | JK                          | Antenor (criança)           | Episódios: "3–4 de janeiro"                  |
| 2006    | Cristal                     | Bentinho                    |                                              |
| 2006    | Pé na Jaca                  | Percival Fortuna            |                                              |
| 2008    | O Natal do Menino Imperador | Antônio                     | Especial de fim de ano                       |
| 2008    | Casos e Acasos              | Tiago                       | Episódio: "O Últimato, o Vândalo e a Pensão" |
| 2009    | Cama de Gato                | João Carlos Tibiriçá (Juca) |                                              |
| 2013–15 | Chiquititas                 | Paçoca                      |                                              |

### Cinema
| Ano  | Título                         | Papel |
| ---- | ------------------------------ | ----- |
| 2007 | Meu Mundo em Perigo            | Ariel |
| 2009 | Xuxa e o Mistério de Feiurinha | João  |